# William Ackroyd
William Ackroyd (* 21. Januar 1875 in Keighley, Yorkshire, Vereinigtes Königreich Großbritannien und Irland; † 3. August 1953 in Worthing, Sussex, Vereinigtes Königreich) war ein britischer Geiger und Musikpädagoge.

## Leben
William Ackroyd wuchs in Frizinghall, Bradford in West Yorkshire auf. 1890 gewann er als Geiger die Mrs.-Sunderland-Medaille. Im März 1891 gewann er ein Stipendium und studierte darauf am Royal College of Music in London. Hier erlangte er den Grad eines Associate of the Royal College of Music (ARCM). Darauf studierte er drei Jahre an der von Joseph Joachim gegründeten Königlichen Akademischen Hochschule für ausübende Tonkunst in Berlin. Im Frühjahr 1900 berief ihn die Tonhallegesellschaft nach Zürich. Bis 1908 war er Konzertmeister des Tonhalle Orchesters in Zürich und wurde Direktor der dortigen Kammerkonzerte. So leitete er das Tonhalle Quartett Zürich und  gab in diesen Jahren viele Kammermusikabende. Im Januar 1906 spielte Ackroyd bei einem Max-Reger-Abend in Zürich dessen Sonate für Violine und Klavier in fis-moll op. 84 gemeinsam mit dem Pianisten Robert Freund.
Am 10. Mai 1909 spielte er in der Bechstein Hall in London mit seinem Ackroyd String Quartet und Max Reger dessen Klavierquintette. In einem weiteren Konzert mit Reger spielte er die Trios op. 77b und op. 102 so wie das Quartett op. 74, die Violinsuiten op. 93 und op. 103 a. Mit der Pianistin Fanny Davies spielte er in ihrem Klaviertrio. 1908 erwarb er eine Violine von Nicolas Lupot aus dem Jahr 1809 und 1915 eine Violine von Carlo Bergonzi aus dem Jahr 1738. Seine Lehrtätigkeit übte er zunächst  am Konservatorium in Berlin und am Trinity College of Music aus. 1918 wurde er Violin Master an der Harrow School und 1936 Violinprofessor am St. Leonards College of Music in Hastings. Hier übernahm die Leitung des Orchesters des Colleges.

## Werke (Auswahl)
- Small violin pieces for beginners für Violine und Klavier, Augener London, 1913 I Soldiers' march II Autumn song III Little dance IV  A Winter tale  V Dancing peasants VI At eventide VII Barcarolle VIII Gavotte  IX Romance X Spring song XI Minuet XII Waltz OCLC 497034431
- Six very easy violin pieces for beginners  für Violine und Klavier, Keith, Prowse & Co., London, 1920 OCLC 498193372